# Wilfried Singo
Wilfried Stephane Singo (ur. 25 grudnia 2000 w Ouragahio) – iworyjski piłkarz, występujący na pozycji obrońcy we francuskim klubie AS Monaco oraz w reprezentacji Wybrzeża Kości Słoniowej. Zwycięzca Pucharu Narodów Afryki w 2023 roku.